# Provinz Esmeraldas
Die Provinz Esmeraldas (span. Provincia de Esmeraldas) ist eine Provinz in Ecuador. In ihr leben auf rund 15.800 km² etwa 550.000 Menschen. Die Provinzhauptstadt heißt ebenfalls Esmeraldas. Die Provinz durchfließt der wasserreiche Río Esmeraldas. Esmeraldas ist das spanische Wort für Smaragde.

## Lage und Geographie
Die Provinz Esmeraldas liegt im Nordwesten Ecuadors. Sie grenzt im Westen an den Pazifischen Ozean, im Norden an Kolumbien (Departamento de Nariño), im Osten an die Provinzen Carchi und Imbabura und im Süden an die Provinzen Pichincha, Santo Domingo de los Tsáchilas und Manabí.
Das Klima in Esmeraldas ist tropisch mit intensivem Sonnenschein und hoher Luftfeuchtigkeit. Die Provinz gilt als eines der am stärksten Malaria-gefährdeten Gebiete des Landes, was weniger für Touristen als für die einheimische Bevölkerung ein Problem darstellt. Die Provinz ist bekannt für ihre Strände, beispielsweise in Las Penas, Rio Verde, Atacames, Súa und auf der Insel Muisne. Die örtliche Küche ist dementsprechend durch eine große Reichhaltigkeit an Früchten und Hülsenfrüchten sowie durch Fischgerichte geprägt. In Esmeraldas wird zudem der weltweit qualitativ hochwertigste Kakao (cacao nacional fino de aroma) angebaut. Auch Mangrovensümpfe, die durch quasi-industrielle Garnelenzucht zum Großteil zerstört worden sind, finden sich in der Provinz. Der tropische Küsten-Regenwald ist durch die ungebremste Abholzung stark gefährdet. Bis zu 80 % des ursprünglichen Waldbestandes sind bereits vernichtet. Dadurch und durch die Ausbreitung von Monokulturen ist die reiche Artenvielfalt – die Provinz wird als biologischer hot spot bezeichnet – gefährdet.

## Wirtschaft und Infrastruktur
Die Hauptstadt Esmeraldas bzw. der benachbarte Puerto Balao sind wichtige Hafenstädte, insbesondere für den Export des im ecuadorianischen Teil des Amazonastieflandes geförderten Erdöls. Puerto Balao ist der Endpunkt der 503 km langen Pipeline Oleoducto de Crudos Pesados (OCP), die in Nueva Loja (Sucumbíos) beginnt. Bei Esmeraldas befindet sich auch eine große Erdölraffinerieanlage. In der Stadt Esmeraldas selbst befindet sich ein Handelshafen, über den vor allem landwirtschaftliche Güter verschifft werden. Ferner verfügt Esmeraldas über einen semi-internationalen Flughafen, von dem aus eine Flugverbindung nach Cali in Kolumbien besteht. Von Ibarra (Provinz Imbabura) in die esmeraldenische Hafenstadt San Lorenzo verkehrt(e) streckenweise ein Schienenbus (autoferro), dessen Streckenverlauf auch durch tropische Wälder verläuft.
Hauptprodukte der Provinz sind Bananen, Garnelen und das Palmöl, das aus der afrikanischen Ölpalme (palma africana) gewonnen wird, sowie Edelhölzer, Tabak und Kakao.

## Bevölkerung
Esmeraldas ist die Provinz mit dem höchsten Bevölkerungsanteil an Afroecuadorianern. Die Vorfahren der meisten Afroecuadorianer gelangten vermutlich (zu kleinen Teilen) als Schiffbrüchige aus Sklaventransporten schwimmend an die Küste des seinerzeit weitgehend unerschlossenen Gebietes oder waren (zum Großteil) befreite oder geflohene Sklaven (v. a. Goldschürfer aus Kolumbien) ab, die sich in den sogenannten „palenques“, versteckte Siedlungen an den Flussläufen im Norden, zurückzogen. Neben ihnen und dem Bevölkerungsanteil von Mestizen bildet ein Teil der Provinz den Siedlungsraum der indigenen Volksgruppe der Cayapa, die sich selbst als Chachi bezeichnen, sowie für kleinere Gruppen der Epera und Awá-Indianer.
Seit den letzten Jahrzehnten siedeln sich viele Landarbeiter aus südlichen Provinzen (v. a. aus Manabí) auf der Suche nach fruchtbarem Land in Esmeraldas an. Dieser Bevölkerungsdruck auf die Provinz wird durch die vielen kolumbianischen Flüchtlinge verstärkt. So ist die Provinz Esmeraldas zu einer Region mit einer hohen ethnischen Vielfalt geworden.
Entwicklung der Einwohnerzahl der Provinz Esmeraldas bei landesweiten Volkszählungen zum jeweiligen Gebietsstand:
| Jahr                    | Einwohner | +/-    |
| ----------------------- | --------- | ------ |
| 1950                    | 75.407    | –      |
| 1962                    | 124.881   | 65,6 % |
| 1974                    | 203.151   | 62,7 % |
| 1982                    | 249.008   | 22,6 % |
| 1990                    | 306.628   | 23,1 % |
| 2001                    | 385.223   | 25,6 % |
| 2010                    | 534.092   | 38,6 % |
| 2022                    | 553.900   | 3,7 %  |
| Datenherkunft: Wikidata |           |        |

## Geschichte
Die Provinz Esmeraldas ist seit Jahrtausenden besiedelt. Die Tolita-Kultur war zwischen 500 v. Chr. und 400 n. Chr. auf dem Gebiet der heutigen Provinz ansässig. Sie ist nach der Insel La Tolita im Nordwesten von Esmeraldas benannt.
Die Cara, die im 13. Jahrhundert das später von den Inka eroberte Gebiet um Quito beherrschten (siehe auch Shyri-Reich), hatten ebenfalls ihre Siedlungsgebiete in dem heutigen Kanton Atakames und südlich davon in Manabí, wo Bahía de Caráquez ein wichtiges Zentrum war. Die indigenen Völker der Chachi und Tsáchila (Colorados) bewahren heute noch Teile von deren Kultur.
Die Region Esmeraldas war 1526 der erste Teil Ecuadors, der von Spaniern entdeckt wurde, als Bartolomé Ruiz auf Geheiß Francisco Pizarros von Panama auch nach Süden reiste. 1529 kam Diego de Almagro auf demselben Weg zum Río Esmeraldas. Vermutlich 1553 kamen die ersten Schwarzen als schiffbrüchige Sklaven in die Region. Während der Kolonialzeit war Esmeraldas kaum erschlossen, es unterstand zunächst der Verwaltung des Mercedarier-Ordens, und wurde später zur Provinz. Im 18. Jahrhundert unternahm Pedro Vicente Maldonado den erfolgreichen, aber nicht nachhaltigen Versuch, die Küste der Provinz Esmeraldas mit Quito über einen Transportweg zu verbinden. Er wurde zu Gouverneur der von Atacames/Esmeraldas ernannt, erkundete die Region und gründete neue Siedlungen. Nach seinem Tod verfielen der Transportweg und sein zivilisatorisches Projekt zunehmend.
Die Gegend des heutigen Esmeraldas erklärte sich 1820 unabhängig von Spanien. Es wurde Teil von Großkolumbien. Durch dessen territoriale Neuordnung 1824 wurde die Provinz Esmeraldas aufgelöst und als Kanton zunächst der Provinz Imbabura, dann der Provinz von Quito (Pichincha) eingegliedert. 1861 wurde Esmeraldas als Provinz neu begründet.

## Kantone

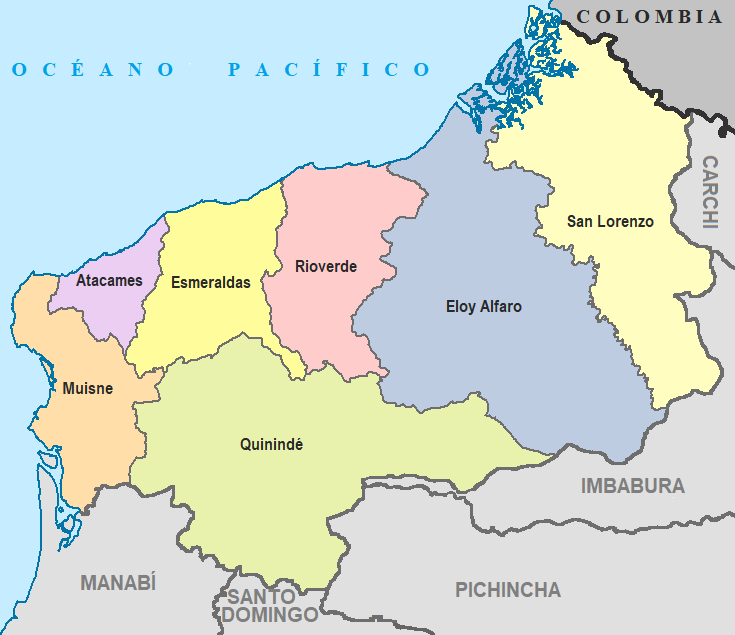
Kantone der Provinz Esmeraldas

Die Provinz Esmeraldas ist in sieben Kantone eingeteilt. Diese sind (in der Reihenfolge ihrer Einrichtung):
| Name        | Hauptort    | Einwohner 2022 | Einwohner 2010 | Fläche [km²] | Bev.-Dichte [Ew./km²] | Gründung |
| ----------- | ----------- | -------------- | -------------- | ------------ | --------------------- | -------- |
| Esmeraldas  | Esmeraldas  | 211.848        | 189.504        | 1.346        | 157                   | 1824     |
| Eloy Alfaro | Valdez      | 46.305         | 39.739         | 4.480        | 10                    | 1941     |
| Muisne      | Muisne      | 36.426         | 28.474         | 1.266        | 29                    | 1956     |
| Quinindé    | Rosa Zárate | 126.841        | 122.570        | 3.621        | 35                    | 1967     |
| San Lorenzo | San Lorenzo | 48.391         | 42.486         | 3.099        | 16                    | 1978     |
| Atacames    | Atacames    | 51.204         | 41.526         | 510          | 100                   | 1991     |
| Rioverde    | Rioverde    | 32.885         | 26.869         | 1.513        | 22                    | 1996     |

Mit der Provinz Santo Domingo de los Tsáchilas bzw. zuvor der Provinz Pichincha bestanden 50 Jahre lang Streitigkeiten um ein Grenzgebiet um die Stadt La Concordia, das nach Forderungen der einen als Kanton der Provinz Esmeraldas angeschlossen, nach Forderungen der anderen bei Santo Domingo de los Colorados verbleiben soll. Anfang November 2007 wurde La Concordia vom Nationalkongress zum Kanton der Provinz Esmeraldas ernannt. Nach dem Provinz-Einrichtungsgesetz der Provinz Santo Domingo (von Oktober 2007) sollte jedoch ein Referendum über die Provinzzugehörigkeit entscheiden. Schließlich entschied am 31. Mai 2013 die ecuadorianische Nationalversammlung, dass der Kanton der neu gegründeten Provinz Santo Domingo de los Tsáchilas zugeschlagen wird.

## Film
- Esmeraldas’ Edelkakao. Dokumentarfilm, Deutschland 2012, 52 Min., GEO, arte, Reihe: 360° – Geo Reportage, Erstsendung: 4. Juni 2012 bei arte[12]